# Australia en los Juegos Olímpicos de Tokio 2020
Australia estuvo representada en los Juegos Olímpicos de Tokio 2020 por un total de 472 deportistas que compitieron en 30 deportes. Responsable del equipo olímpico fue el Comité Olímpico Australiano, así como las federaciones deportivas nacionales de cada deporte con participación.
Los portadores de la bandera en la ceremonia de apertura fueron el jugador de baloncesto Patty Mills y la nadadora Cate Campbell.

## Medallistas
El equipo olímpico de Australia obtuvo las siguientes medallas:
| Nombre                                                                      | Deporte               | Competición                   |
| --------------------------------------------------------------------------- | --------------------- | ----------------------------- |
| Oro                                                                         |                       |                               |
| Logan Martin                                                                | Ciclismo BMX          | Estilo libre M                |
| Izaac Stubblety-Cook                                                        | Natación              | 200 m braza M                 |
| Emma McKeon                                                                 | Natación              | 50 m libre F                  |
| Emma McKeon                                                                 | Natación              | 100 m libre F                 |
| Ariarne Titmus                                                              | Natación              | 200 m libre F                 |
| Ariarne Titmus                                                              | Natación              | 400 m libre F                 |
| Kaylee McKeown                                                              | Natación              | 100 m espalda F               |
| Kaylee McKeown                                                              | Natación              | 200 m espalda F               |
| Bronte Campbell Meg Harris Emma McKeon Cate Campbell                        | Natación              | 4×100 m libre F               |
| Kaylee McKeown Chelsea Hodges Emma McKeon Cate Campbell                     | Natación              | 4×100 m estilos F             |
| Jean van der Westhuyzen Thomas Green                                        | Piragüismo            | K2 1000 m M                   |
| Jessica Fox                                                                 | Piragüismo en eslalon | C1 individual F               |
| Alexander Purnell Spencer Turrin Jack Hargreaves Alexander Hill             | Remo                  | Cuatro sin timonel (M4-) M    |
| Lucy Stephan Rosemary Popa Jessica Morrison Annabelle McIntyre              | Remo                  | Cuatro sin timonel (W4-) F    |
| Keegan Palmer                                                               | Skateboarding         | Parque M                      |
| Matthew Wearn                                                               | Vela                  | Laser M                       |
| Mathew Belcher William Ryan                                                 | Vela                  | 470 M                         |
| Plata                                                                       |                       |                               |
| Nicola McDermott                                                            | Atletismo             | Salto de altura F             |
| Kevin McNab (Don Quidam) Shane Rose (Virgil) Andrew Hoy (Vassily de Lassos) | Hípica                | Concurso completo por equipos |
| Equipo                                                                      | Hockey sobre hierba   | Torneo M                      |
| Kyle Chalmers                                                               | Natación              | 100 m libre M                 |
| Jack McLoughlin                                                             | Natación              | 400 m libre M                 |
| Ariarne Titmus                                                              | Natación              | 800 m libre F                 |
| Mariafe Artacho del Solar Taliqua Clancy                                    | Vóley playa           | Torneo F                      |
| Bronce                                                                      |                       |                               |
| Ashley Moloney                                                              | Atletismo             | Decatlón M                    |
| Kelsey-Lee Barber                                                           | Atletismo             | Jabalina F                    |
| Equipo                                                                      | Baloncesto            | Torneo M                      |
| Harry Garside                                                               | Boxeo                 | Ligero (63 kg) M              |
| Kelland O'Brien Sam Welsford Leigh Howard Lucas Plapp Alexander Porter      | Ciclismo en pista     | Persecución por equipos M     |
| Rohan Dennis                                                                | Ciclismo en ruta      | Contrarreloj M                |
| Andrew Hoy (Vassily de Lassos)                                              | Hípica                | Concurso completo individual  |
| Brendon Smith                                                               | Natación              | 400 m estilos M               |
| Matthew Temple Zac Incerti Alexander Graham Kyle Chalmers                   | Natación              | 4×100 m libre M               |
| Alexander Graham Kyle Chalmers Zac Incerti Thomas Neill                     | Natación              | 4×200 m libre M               |
| Cate Campbell                                                               | Natación              | 100 m libre F                 |
| Emily Seebohm                                                               | Natación              | 200 m espalda F               |
| Emma McKeon                                                                 | Natación              | 100 m mariposa F              |
| Ariarne Titmus Emma McKeon Madison Wilson Leah Neale                        | Natación              | 4×200 m libre F               |
| Kaylee McKeown Izaac Stubblety-Cook Matthew Temple Emma McKeon              | Natación              | 4×100 m estilos mixto         |
| Kareena Lee                                                                 | Natación              | 10 km F                       |
| Jessica Fox                                                                 | Piragüismo en eslalon | K1 F                          |
| Jack Cleary Caleb Antill Cameron Girdlestone Luke Letcher                   | Remo                  | Cuatro scull (M4X) M          |
| Ria Thompson Rowena Meredith Harriet Hudson Caitlin Cronin                  | Remo                  | Cuatro scull (W4X) F          |
| Melissa Wu                                                                  | Saltos                | Plataforma 10 m F             |
| Owen Wright                                                                 | Surf                  | Individual M                  |
| Ashleigh Barty John Peers                                                   | Tenis                 | Dobles mixto                  |